# Aneomochtherus monobia
Aneomochtherus monobia là một loài ruồi trong họ Asilidae. Aneomochtherus monobia được Speiser miêu tả năm 1910.